# Qi Baoxiang
Qi Baoxiang (* um 1961) ist eine chinesische Tischtennisspielerin, die in den 1980er Jahren Titel bei den Asienmeisterschaften und Weltmeisterschaften gewann.

## Werdegang
Qi Baoxiang wurde in einem Tischtennisinternat in Baoding ausgebildet. Sie wurde 1980 Asienmeister im Einzel und mit der chinesischen Mannschaft, im Doppel und im Mixed erreichte sie das Halbfinale. 1981, 1983 und 1985 wurde sie für die Weltmeisterschaft nominiert. Dabei holte sie dreimal Bronze, nämlich 1983 und 1985 im Einzel sowie 1985 im Doppel mit Tong Ling. 1981 wurde sie mit dem chinesischen Team Weltmeister.
In der ITTF-Weltrangliste wurde Qi Baoxiang Anfang 1981 auf Platz drei geführt. Nach 1985 trat sie international nicht mehr in Erscheinung.
Nach dem Ende ihrer Laufbahn arbeitete Qi Baoxiang als chinesische Nationaltrainerin.

## Privat
Qi Baoxiang hat eine jüngere Schwester namens Chai Po Wa, die in den 1990er Jahren für Hongkong spielte.

## Turnierergebnisse
| Verband | Veranstaltung           | Jahr | Ort      | Land | Einzel        | Doppel       | Mixed         | Team |
| ------- | ----------------------- | ---- | -------- | ---- | ------------- | ------------ | ------------- | ---- |
| CHN     | Asienmeisterschaft ATTU | 1980 | Calcutta | IND  | Gold          | Halbfinale   | Halbfinale    | 1    |
| CHN     | Weltmeisterschaft       | 1985 | Göteborg | SWE  | Halbfinale    | Halbfinale   | Viertelfinale |      |
| CHN     | Weltmeisterschaft       | 1983 | Tokio    | JPN  | Halbfinale    | keine Teiln. | Viertelfinale |      |
| CHN     | Weltmeisterschaft       | 1981 | Novi Sad | YUG  | Viertelfinale | keine Teiln. | keine Teiln.  | 1    |